# Thaumalea schmidi
Thaumalea schmidi is een muggensoort uit de familie van de bronmuggen (Thaumaleidae). De wetenschappelijke naam van de soort is voor het eerst geldig gepubliceerd in 1976 door Martinovsky & Rozkosny.